# اشکودا ۱۰۰
اشکودا ۱۰۰ (Škoda ۱۰۰) خودرویی است که در سال‌های ۱۹۶۹ تا ۱۹۷۶تولید شده‌است.
این خودرو در کلاس خودرو کامپکت قرار گرفته و طراحی آن خودروهای موتور عقب-محور عقب بوده است.
موتور آن ۹۸۸ سی‌سی سیستم جعبه‌دندهٔ آن ۴ دنده به صورت دستی است.

## نگارخانه

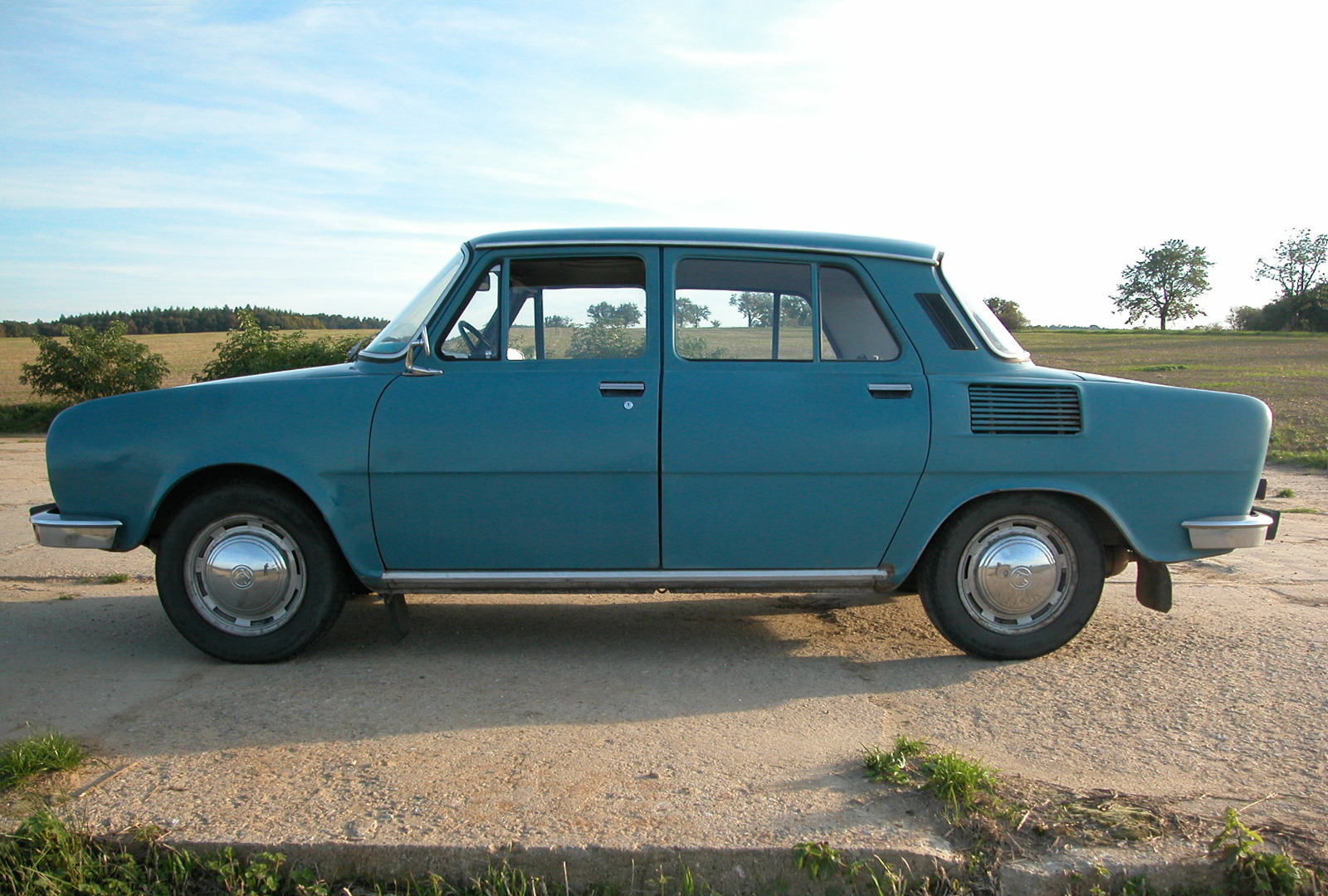
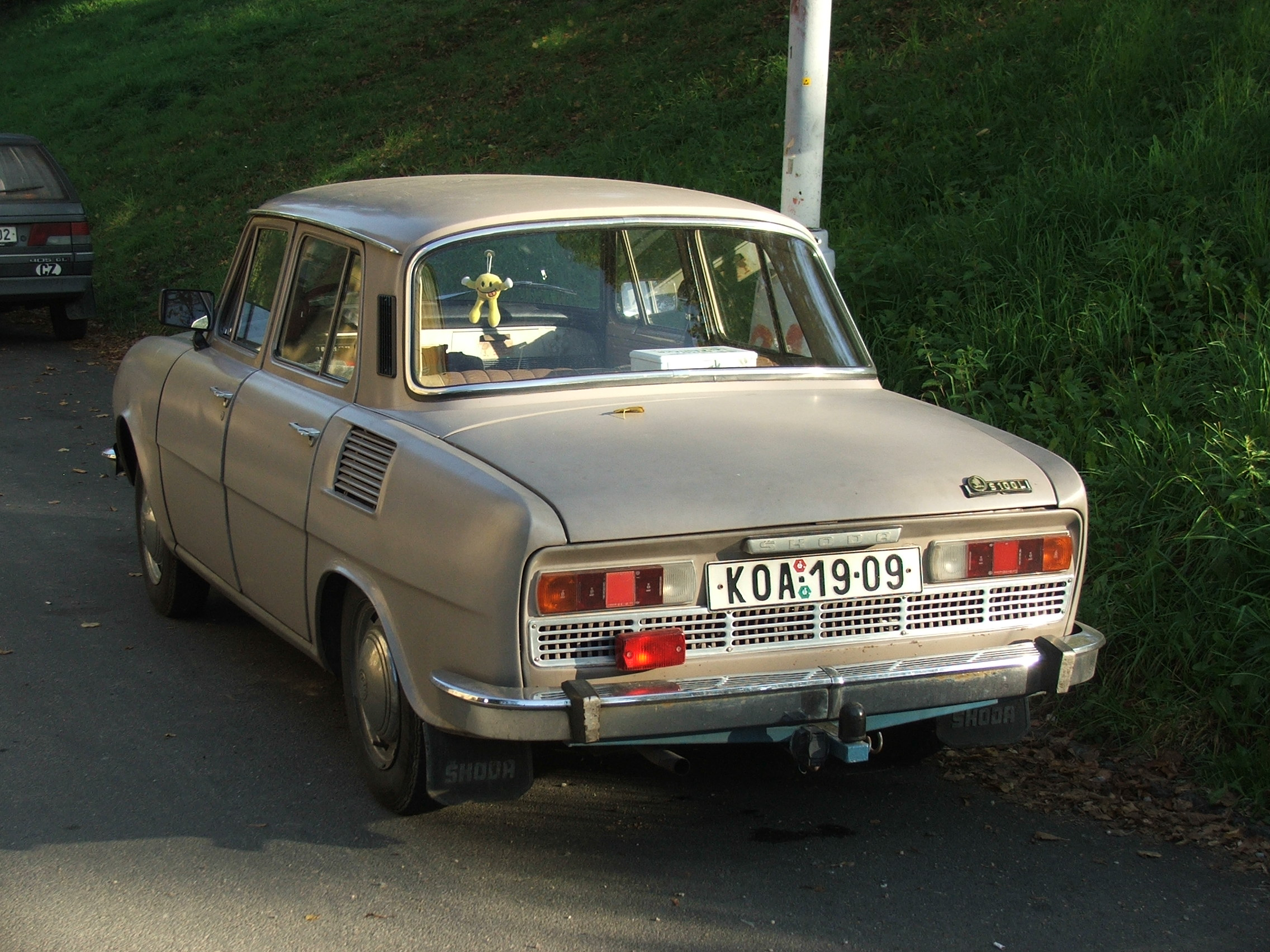
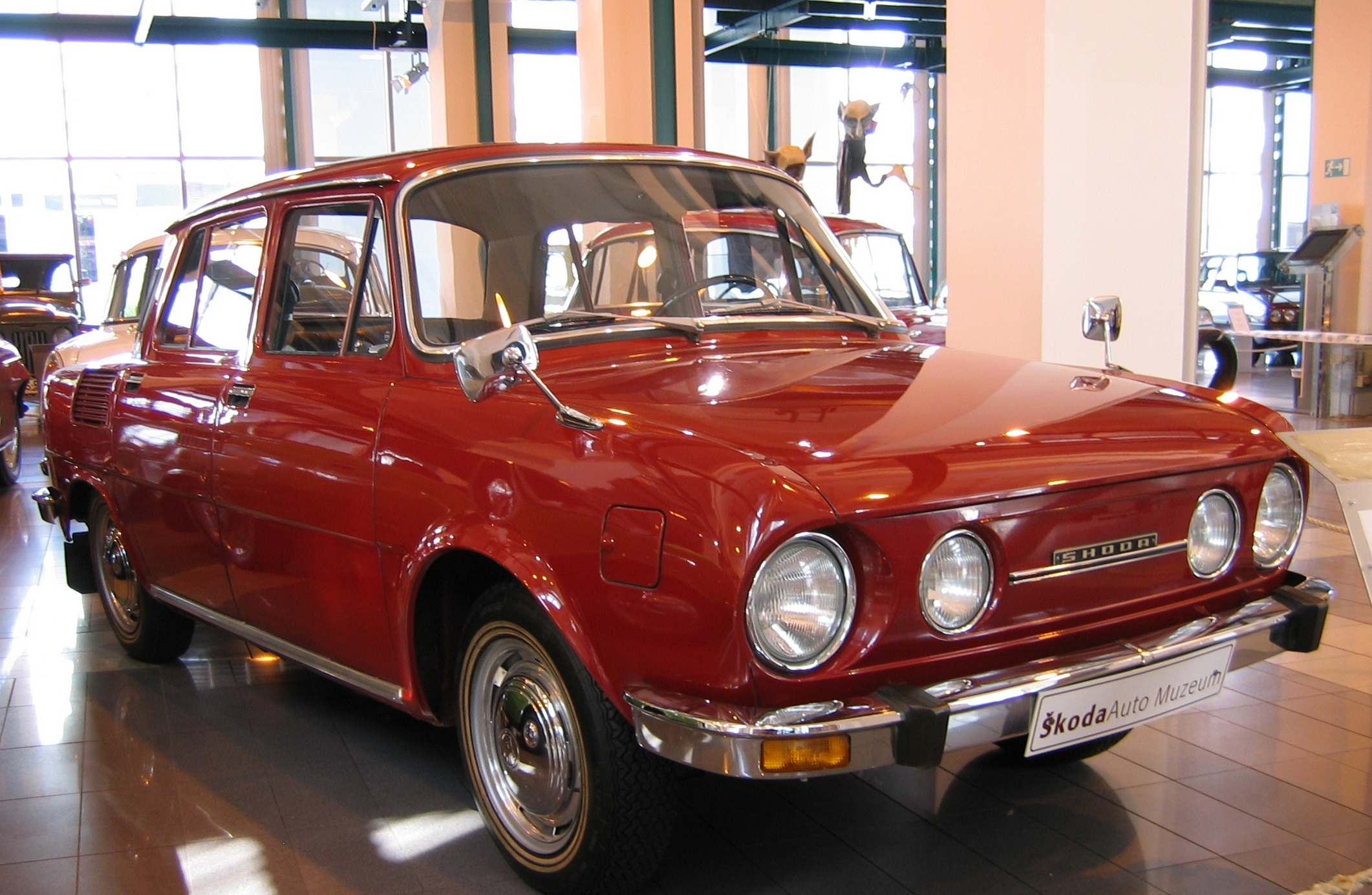
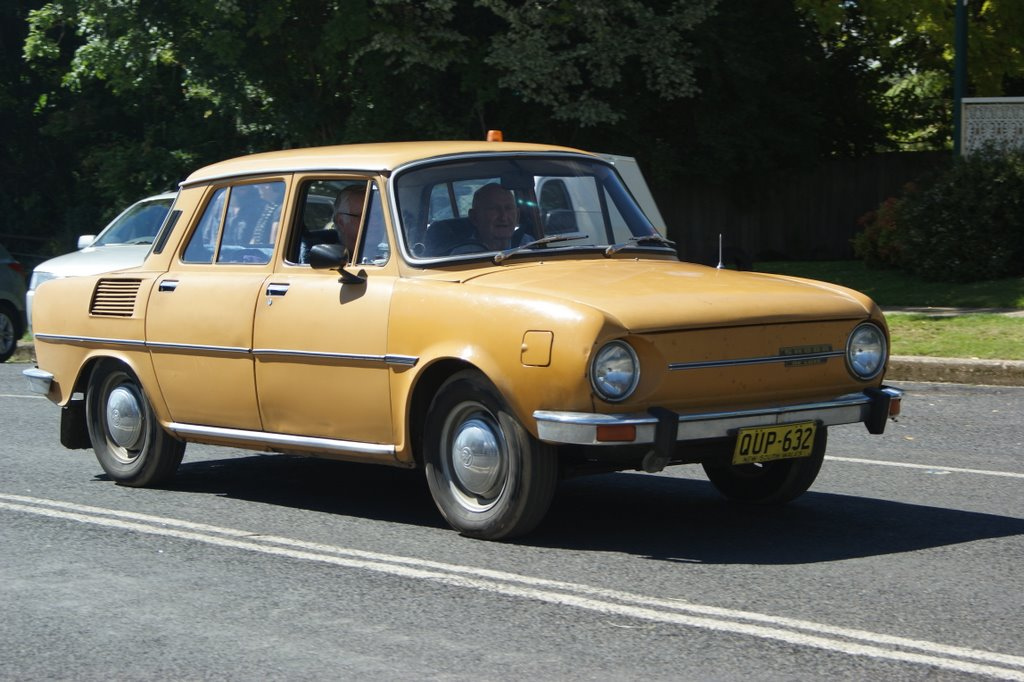
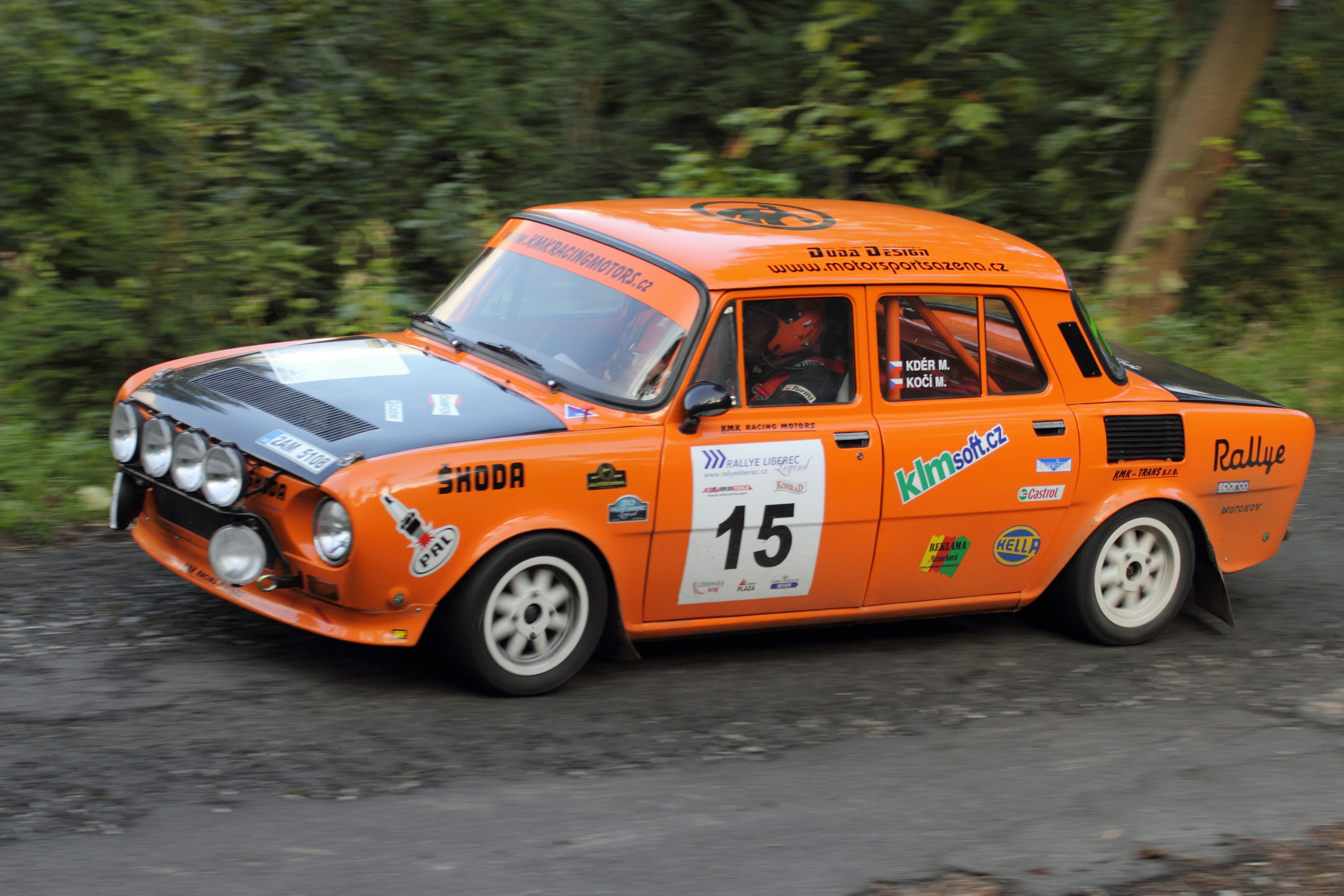